# Brepholoxa heidemanni
Brepholoxa heidemanni är en insektsart som beskrevs av Van Duzee 1904. Brepholoxa heidemanni ingår i släktet Brepholoxa och familjen bärfisar. Inga underarter finns listade i Catalogue of Life.